# Goodenia elongata
Goodenia elongata är en tvåhjärtbladig växtart som beskrevs av Jacques-Julien Houtou de La Billardière. Goodenia elongata ingår i släktet Goodenia och familjen Goodeniaceae. Inga underarter finns listade i Catalogue of Life.